# The Bleeding House
The Bleeding House è un film del 2011 diretto da Philip Gelatt.
Film horror prodotto negli Stati Uniti sceneggiato dallo stesso regista Gelatt.

## Trama
Una famiglia con forti problemi economici, formata dal padre Matt, la madre Marlyn e i due figli Gloria e Quentin, vivono in una casa, esclusi dalla società per il quale provano una forte repulsione. Quentin, parlando con Lynne, la sua fidanzata, è sempre più convinto che è un male rimanere in quel luogo, non potendo socializzare con nessuno, tranne con i suoi genitori, per i quali prova disprezzo. Dopo un litigio a tavola tra il ragazzo e suo padre, viene rivelato che la famiglia è impossibilitata a tornare alla normalità per un evento del passato non meglio precisato. Il giovane Nick, automobilista che ha avuto un guasto alla macchina, trova l'appartamento della famiglia e chiede loro ospitalità fino a quando il meccanico non sarebbe arrivato. Marlyn è contraria a dare ospitalità allo sconosciuto, ma cambia idea quando lo sente parlare di misantropia, facendolo di conseguenza entrare. A cena, Nick rivela di essere un chirurgo di fede cristiana e si pone molte domande sul perché Gloria non va a scuola. Inoltre, il giovane ha conosciuto la vera tristezza soltanto con la morte della sua famiglia, uccisa nel sonno da un uomo sconosciuto.
Marlyn scopre che Gloria nasconde un uccello vivo in casa, e lo ordina di darcelo e le vieta categoricamente di portare essere vivi in casa portando l'adolescente ad uccidere il volatile, venendo poi rinchiusa in camera come punizione. La madre della famiglia, rivela a Nick che in passato ci sono stati eventi che hanno segnato l'intero nucleo familiare. Quando la donna viene confortata dall'uomo di passaggio, Gloria riesce a liberarsi dalla sua camera e a fuggire via di casa. Nick, non si rivela la persona che dice di essere, per motivi misteriosi, colpisce sia Marlyn che Matt, tramortendoli. Cerca poi di catturare Gloria, ma senza alcun risultato. Arrivano in casa Quentin e Lynne, intenti a prendere tutto il necessario per scappare via da quella folle famiglia e di relazionarsi con l'intera società. Nonostante tutto questo non succede, visto che Quentin viene ucciso da Nick, mentre Lynne riesce a scappare nel bosco. L'uomo di passaggio, si rivela essere un pazzo che intende raddrizzare la famiglia.
Lynne e Gloria si incontrano nel bosco e decidono di andare in città attraversando il bosco. Nick, grazie a degli aggeggi da chirurgo, dissanguina lentamente Matt. Togliendosi la camicia, Nick fa vedere all'uomo tantissime cicatrici riportate dietro la schiena. Nel bosco, le due ragazze, trovano una donna che in realtà in combutta con l'assassino. Gloria la uccide, salvando Lynne da quello che l'avrebbero fatta. Spiando nel bagagliaio, le due scoprono che la donna aveva un'enorme fornitura di sangue. Nick, costringe Marilyn a dire il suo più grande peccato: in passato la donna aveva una relazione con Gary Bell. Una volta che i due si lasciarono, la donna appiccò fuoco alla casa e andò in prigione. Matti la salvò dal carcere, ma nel processo hanno dovuto separarsi dalla piccola città dove vivevano. Ascoltata la confessione, dopo la morte di Matt e dopo averle spiegato che lui è purificatore di famiglie peccatrici, Nick incomincia a dissanguare Marilyn. La donna riesce però a liberarsi e dopo un piccolo scontro, Nick le rivelerà di sapere che non è stata la donna a uccidere l'intera famiglia Bell, bensì sua figlia Gloria. Successivamente anche Marilyn viene uccisa. Gloria e Lynne, ricevano l'aiuto di due poliziotti, che con gran sorpresa le riportano a casa dove questi vengono brutalmente uccisi e Lynne viene rapita. Si scopre che il vero scopo di Nick è quello di avere Gloria come sua alleata, visto che i due sono uguali. Ordina così alla ragazza di uccidere la fidanzata del fratello, ma ella non effettua l'ordine e colpisce Nick. Liberata Lynne, Gloria le dice di andare via e di non venire mai più a cercarla.
Gloria, ingaggia una brutale lotta con Nick, dimostrandosi più spietata e masochista di quanto vista fino ad ora. La ragazza, inoltre confessa che le è sempre piaciuto uccidere. Ferito a morte l'uomo, quest'ultimo le confessa che in realtà non ha mai avuto una famiglia, ma che se l'avesse avuta, avrebbe voluto una figlia come lei. Col volto pieno di lacrime, Gloria abbandona il cadavere dell'assassino dei suoi genitori e di suo fratello, e comincia a camminare in una strada piena d'oscurità, come del resto è la sua vita.